# Старе Людзіцько
Старе Людзіцько (пол. Stare Ludzicko) — село в Польщі, у гміні Ромбіно Свідвинського повіту Західнопоморського воєводства.
Населення — 175 осіб (2011).
У 1975-1998 роках село належало до Кошалінського воєводства.

## Демографія
Демографічна структура станом на 31 березня 2011 року:
|          | Загалом | Допрацездатний вік | Працездатний вік | Постпрацездатний вік |
| -------- | ------- | ------------------ | ---------------- | -------------------- |
| Чоловіки | 92      | 23                 | 62               | 7                    |
| Жінки    | 83      | 16                 | 49               | 18                   |
| Разом    | 175     | 39                 | 111              | 25                   |